# Assentiz (Torres Novas)
Pour les articles homonymes, voir Assentiz.
Assentiz est une freguesia portugaise située dans le District de Santarém.
Avec une superficie de 32,74 km2 et une population de 3 184 habitants (2001), la paroisse possède une densité de 92,2 hab/km2.